# Mike Weber
Michael „Mike“ Weber (* 16. Dezember 1987 in Pittsburgh, Pennsylvania) ist ein ehemaliger US-amerikanischer Eishockeyspieler und derzeitiger -trainer, der im Verlauf seiner aktiven Karriere zwischen 2003 und 2017 unter anderem 360 Spiele für die Buffalo Sabres und Washington Capitals in der National Hockey League (NHL) auf der Position des Verteidigers bestritten hat. Seit Juni 2023 ist er als Assistenztrainer bei den St. Louis Blues in der NHL aktiv.

## Karriere
Mike Weber spielte vor seiner professionellen Karriere zunächst für die Schulmannschaft der Seneca Valley High School in Harmony im Bundesstaat Pennsylvania. Anschließend wurde er von den Windsor Spitfires aus der Ontario Hockey League verpflichtet, für die er insgesamt vier Jahre aktiv war. Während der Saison 2006/07 wurde der Verteidiger an den Ligakonkurrenten Barrie Colts abgegeben. Zuvor war Mike Weber während des NHL Entry Draft 2006 in der zweiten Runde als insgesamt 57. Spieler von den Buffalo Sabres gewählt worden.
Seine erste Spielzeit im professionellen Eishockey verbrachte Weber anschließend beim Farmteam der Sabres, den Rochester Americans, in der American Hockey League (AHL). Während derselben Saison gab er auch sein Debüt in der National Hockey League, in der er in seinem ersten Jahr insgesamt 16 Spiele absolvierte und drei Assists für Buffalo beisteuern konnte.
Während der Saison 2008/09 stand Weber sowohl im Kader der Sabres, als auch im Kader des neuen Farmteams Buffalos, der Portland Pirates aus der American Hockey League. Die nachfolgende Spielzeit 2009/10 verbrachte der Amerikaner komplett bei den Pirates und sammelte dort in 81 Spielen fünf Tore und 16 Vorlagen, in den Playoffs spielte er alle vier Partien seines Teams und steuerte in dieser Zeit ein Tor bei. Die Pirates wurden schon in der ersten Runde von den Manchester Monarchs in den Playoffs besiegt.
Im Jahr 2010 erkämpfte sich Weber einen sicheren Platz in den Reihen der Buffalo Sabres in der NHL, dieser Umstand äußerte sich in der bis dato Karrierehöchstmarke von 58 Spielen in einer Saison. Mit vier Toren und 13 Vorlagen unterstützte er sein Team auch offensiv. Am 4. Juli 2011 wurde der auslaufende Vertrag des Verteidigers von den Buffalo Sabres über mehrere Jahre verlängert.
Im Februar 2016 wurde Weber an die Washington Capitals abgegeben, wobei die Sabres im Gegenzug ein Drittrunden-Wahlrecht für den NHL Entry Draft 2017 erhielten. Sie verlängerten den auslaufenden Vertrag des Abwehrspielers allerdings nicht. Anschließend schloss sich Weber im Oktober 2016 probeweise den Iowa Wild aus der AHL an, die ihn im Dezember gleichen Jahres mit einem festen Kontrakt ausstatteten. Im Februar 2017 erhielt der Verteidiger schließlich auch einen Vertrag beim NHL-Kooperationspartner Iowas, den Minnesota Wild, ohne dort jedoch zum Einsatz zu kommen. Nachdem er sich seit dem Ende dem Sommer 2017 auf der Suche nach einem neuen Arbeitgeber befunden hatte, wurde er Mitte November 2017 vom Frölunda HC aus der Svenska Hockeyligan verpflichtet. Kurz vor dem Jahresende 2017 gab er das Ende seiner aktiven Karriere bekannt.
Im direkten Anschluss an sein Karriereende nahm der US-Amerikaner ein Vertragsangebot als Assistenztrainer bei seinem Ex-Juniorenteam Windsor Spitfires aus der OHL an. Dort war er drei Spielzeiten lang tätig, ehe er in gleicher Funktion im Sommer 2020 von den Rochester Americans aus der AHL, für die er ebenfalls selbst gespielt hatte, verpflichtet wurde. Nach abermals drei Saisons gelang ihm die Rückkehr in die NHL, als er im Juni 2023 als Assistent von Craig Berube von den St. Louis Blues engagiert wurde.

## Erfolge und Auszeichnungen
- 2006 Teilnahme am CHL Top Prospects Game
- 2010 Teilnahme am AHL All-Star Classic

## Karrierestatistik
(Legende zur Spielerstatistik: Sp oder GP = absolvierte Spiele; T oder G = erzielte Tore; V oder A = erzielte Assists; Pkt oder Pts = erzielte Scorerpunkte; SM oder PIM = erhaltene Strafminuten; +/− = Plus/Minus-Bilanz; PP = erzielte Überzahltore; SH = erzielte Unterzahltore; GW = erzielte Siegtore; 1 Play-downs/Relegation; Kursiv: Statistik nicht vollständig)